# Tong (organisation)
Pour les articles homonymes, voir tong (homonymie).
Pour l’article ayant un titre homophone, voir tongue.

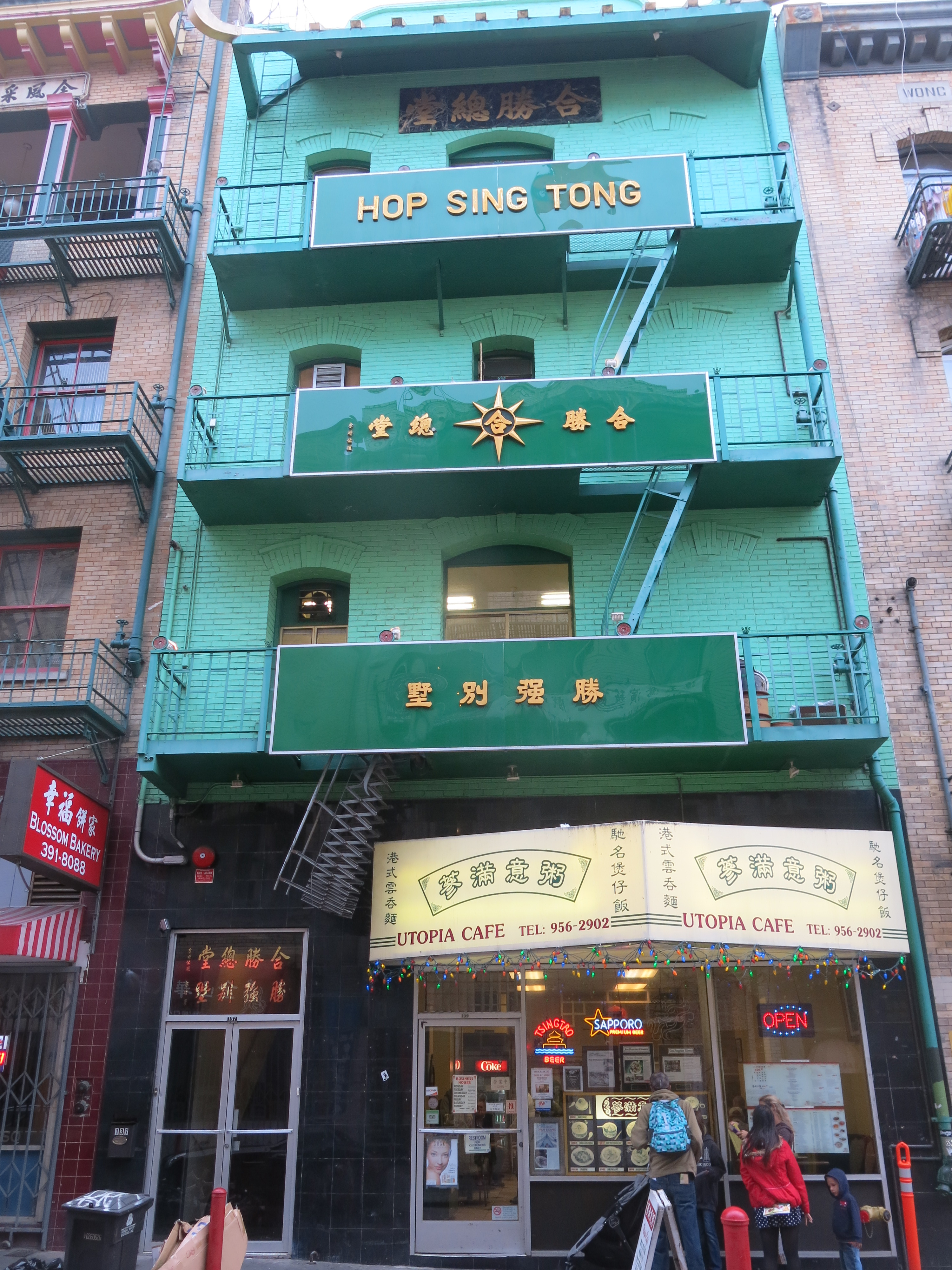
Hop Sing Tong. San Francisco Chinatown.

Un tong est le nom donné en Amérique du Nord à un type d'organisation que l'on trouve parmi la communauté chinoise vivant aux États-Unis et au Canada. En chinois, le mot tong signifie « hall » ou « lieu de rassemblement ». Les organisations de ce type sont décrites comme des sociétés secrètes ou des confréries et sont souvent liées à l'activité criminelle. Dans les années 1990, dans la plupart des Chinatowns américains, on pouvait facilement trouver des halls tong clairement identifiés, dont beaucoup ont eu des affiliations avec les groupes criminels chinois.
Aujourd'hui les tongs sont, pour la plupart, membres des associations de bienfaisance chinoises nord-américaines, qui sont souvent des groupes traditionnels pro-Kuomintang. Ces associations fournissent des services essentiels pour les communautés de chinatowns, tel que du conseil aux immigrés, des écoles chinoises, et des cours d'anglais pour adultes. Les tongs suivent le modèle des sociétés secrètes fréquentes dans le sud de la Chine, et beaucoup sont connectées à une société secrète appelée Tiandihui, qui suit ce modèle. D'autres groupes dans le monde qui suivent ce modèle et sont connectés avec la Tiandihui sont connues sous les noms de hui, Hongmen, et triades.

## Histoire
Avant les années 1840, peu de Chinois ont émigré vers les États-Unis ou au Canada, bien qu'un grand nombre avaient quitté la Chine, notamment les provinces de Fujian et de Canton, depuis le XVIIe siècle pour chercher fortune en Asie du sud et Taiwan.
Après s'être établis à San Francisco et d'autres dans les villes de Californie, les travailleurs chinois faisaient face à l'hostilité de leurs pairs américains, qui se sentaient menacés par les Chinois qui travaillaient pour des salaires inférieurs. À mesure que les syndicats et les travailleurs mécontents devenaient plus agressifs, beaucoup de Chinois se sont sentis forcés de quitter l’ouest et d'aller à l'est, où ils avaient entendu que la vie était moins dangereuse. En conséquence, de nombreux immigrants chinois ont déménagé pour des villes comme New York, Philadelphie et Boston, où il y a aujourd'hui des populations chinoises assez larges pour construire des communautés connues sous le nom de "Chinatowns".
De nombreux Chinois ont très vite organisé des associations bénévoles pour le soutien et la protection de leurs pairs. Ces associations étaient formées autour de leurs quartiers d'origine en Chine, de leurs noms de famille, leurs dialectes d'origine dans le cas des Hakkas, ou des confréries. Comme l'a affirmé Kolin Chin, beaucoup de ces sociétés n'avaient pas la capacité financière pour financer des événements communautaires ou pour s'occuper de leurs membres, et celles qui pouvaient avaient tendance à se concentrer sur elles-mêmes et à fournir de l'aide seulement à leurs propres membres. En conséquence, beaucoup de tongs avec peu ou pas de ressources financières héréditaires devaient soit se dissoudre soit opérer dans des activités comme les maisons de jeu. Cela les a fait passer d'associations de bienfaisance à prestataires de services illégaux. Beaucoup des activités illégales des tongs étaient légales en Chine, mais pas en Amérique du Nord. Les premières populations chinoises aux États-Unis et au Canada étaient très majoritairement des hommes, une situation qui s'est aggravée lorsque des lois d'immigration restrictives sur le sexe des immigrés ont été votées en 1882 aux États-Unis (Chinese Exclusation Act), et 1923 au Canada (Chinese Immigration Act). Pour cette raison, les tongs ont participé fortement à l'importation de femmes en provenance de Chine à la fois pour le mariage et pour servir de prostituées. Un grand pourcentage des "guerres des tongs" (tong wars) — des conflits entre des tongs puissants et grandissant rapidement—du XIXe et du début du XXe siècle, étaient souvent centrées sur ces femmes. Dans les premières années, ils ont employé des "hommes à haches" (hatchet men) ou boo how doy comme tueurs à gages pour combattre dans les sanglantes batailles de rues qui sont advenues sur le territoire, avec pour motif les affaires, et  l'exploitation des femmes.

## Structure et objectifs
Les tongs en Amérique du Nord ont montré de nombreuses similitudes avec la triade de Hong Kong et de l'Asie du Sud-Est sous contrôle britannique. Cela comprenait des cérémonies d'initiation similaires et le culte des mêmes divinités. Cela, parce que les deux sont des organisations similaires qui suivent les modèles des sociétés secrètes et des confréries sous serment du sud de la Chine. Les sociétés appelées "triades" étaient des organisations souterraines dans les régions contrôlées par les Britanniques qui existaient aussi pour le développement personnel de ses membres, mais discutait du renversement de la dynastie Qing. Ko-lin Chin indique que la plupart des tongs ont une organisation similaire et ont un siège où l'on peut trouver un président, un vice-président, un secrétaire, un trésorier, un contrôleur de gestion, et plusieurs administrateurs en relations publiques. Aujourd'hui, leur principal objectif est de prendre soin de leurs membres et de leurs communautés respectives.

## Tongschinois notables
- Bing Kong Tong, Californie, Washington
- Hip Sing Tong, New York et des branches sur 13 autres états
- On Leong Tong, New York
- Suey Sing Tong, Californie, Oregon, Washington - Colombie Britannique (Canada)
- Hop Sing Tong, Californie, Oregon, Washington, Idaho, Colorado